# إسحاق غريفين
إسحاق غريفين (بالإنجليزية: Isaac Griffin) هو سياسي أمريكي، ولد في 27 فبراير 1756 في مقاطعة كينت في الولايات المتحدة، وتوفي في 12 أكتوبر 1827 في الولايات المتحدة. حزبياً، نشط في الحزب الجمهوري الديمقراطي. وقد انتخب عضو مجلس نواب بنسيلفانيا وانتخب عضو مجلس النواب الأمريكي.